# Leandra viridiflava
Leandra viridiflava är en tvåhjärtbladig växtart som beskrevs av Alexander Curt Brade. Leandra viridiflava ingår i släktet Leandra och familjen Melastomataceae. Inga underarter finns listade i Catalogue of Life.